# Roger Fenton
Roger Fenton (Heywood, 1819. március 28. – Potters Bar, 1869. augusztus 8.) a fotográfia úttörője, az első haditudósító-fényképészek egyike.

## Munkássága
A Louis Daguerre és William Henry Fox Talbot munkássága nyomán kifejlesztett fényképezési technikákat felhasználva és továbbfejlesztve a fényképezés kezdeti korszakának kiemelkedő alakjává vált.
Az első háborús fotóriporterek egyikeként 1855 májusától négy hónapon át 360 felvételt készített a krími háborúról. Itt készítette el híres felvételét A halál árnyékának völgyét (1855). Több száz kilogrammos felszerelését (fényérzékeny anyaggal bevont nagy üveglapok, állványok és kamerák) szekéren szállíttatta a hadműveleti területen.
A krími háborúból hazatérve a brit királyi család család fotográfusa lett; 1856-ban készített képeket a Viktória brit királynő balmorali kastélya környékén. Később orientalista stúdiófotókat is készített. 1862-ben befejezte fényképészi tevékenységét és ezután jogászként dolgozott.
Művei megtalálhatók a Tate, a Getty Múzeum és a Metropolitan gyűjteményeiben. 2006-ban az ELTE Egyetemi Könyvtár feldolgozatlan anyagából 12 értékes eredeti felvétele került elő. Ezek úgynevezett kontaktok, azaz 1:1 arányban albuminra és sópapírra készült fotók.

## Képgaléria

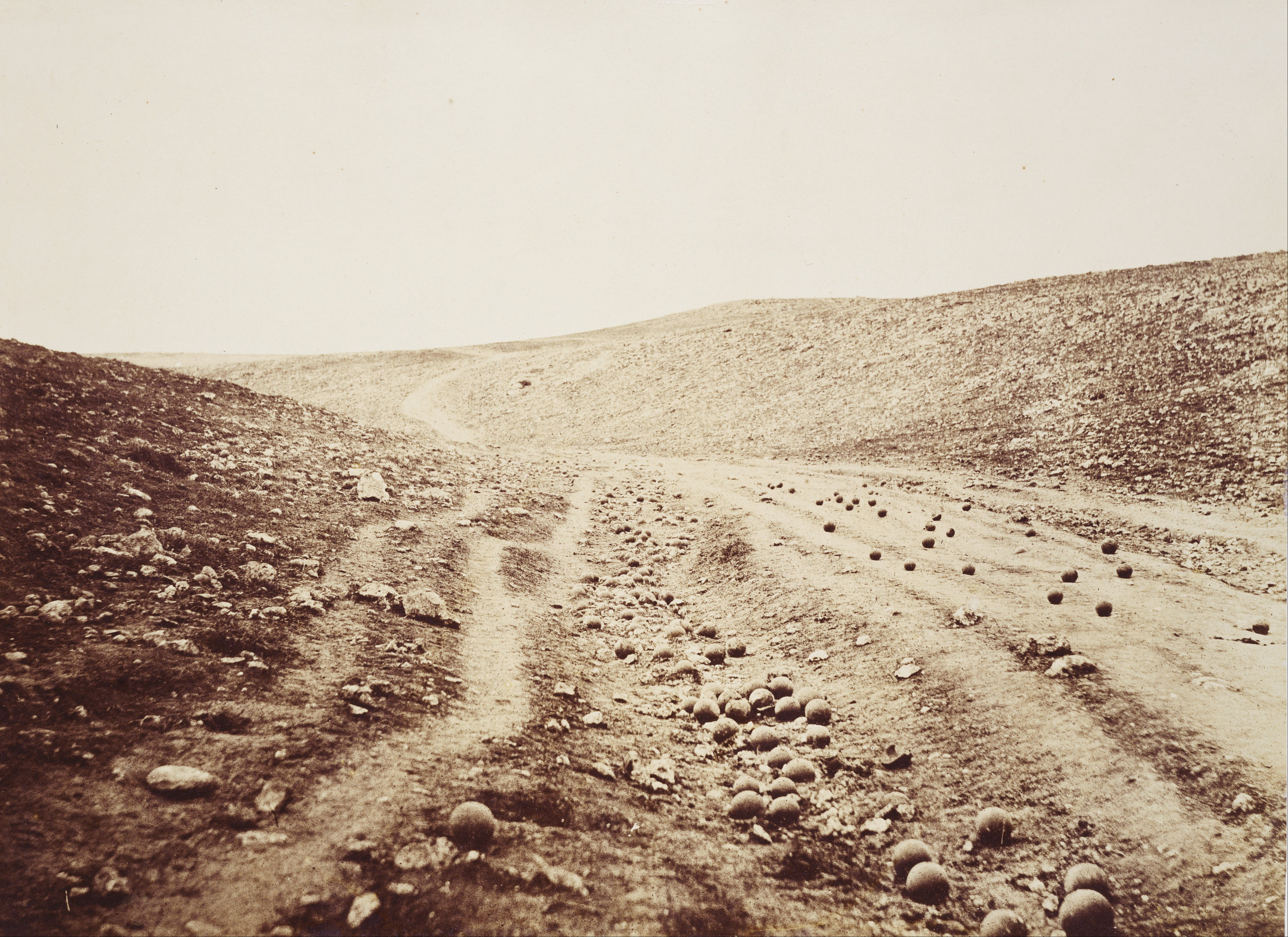
Egyik leghíresebb felvétele a krími háborúból, A halál árnyékának völgye (albumin nyomat, 1855)
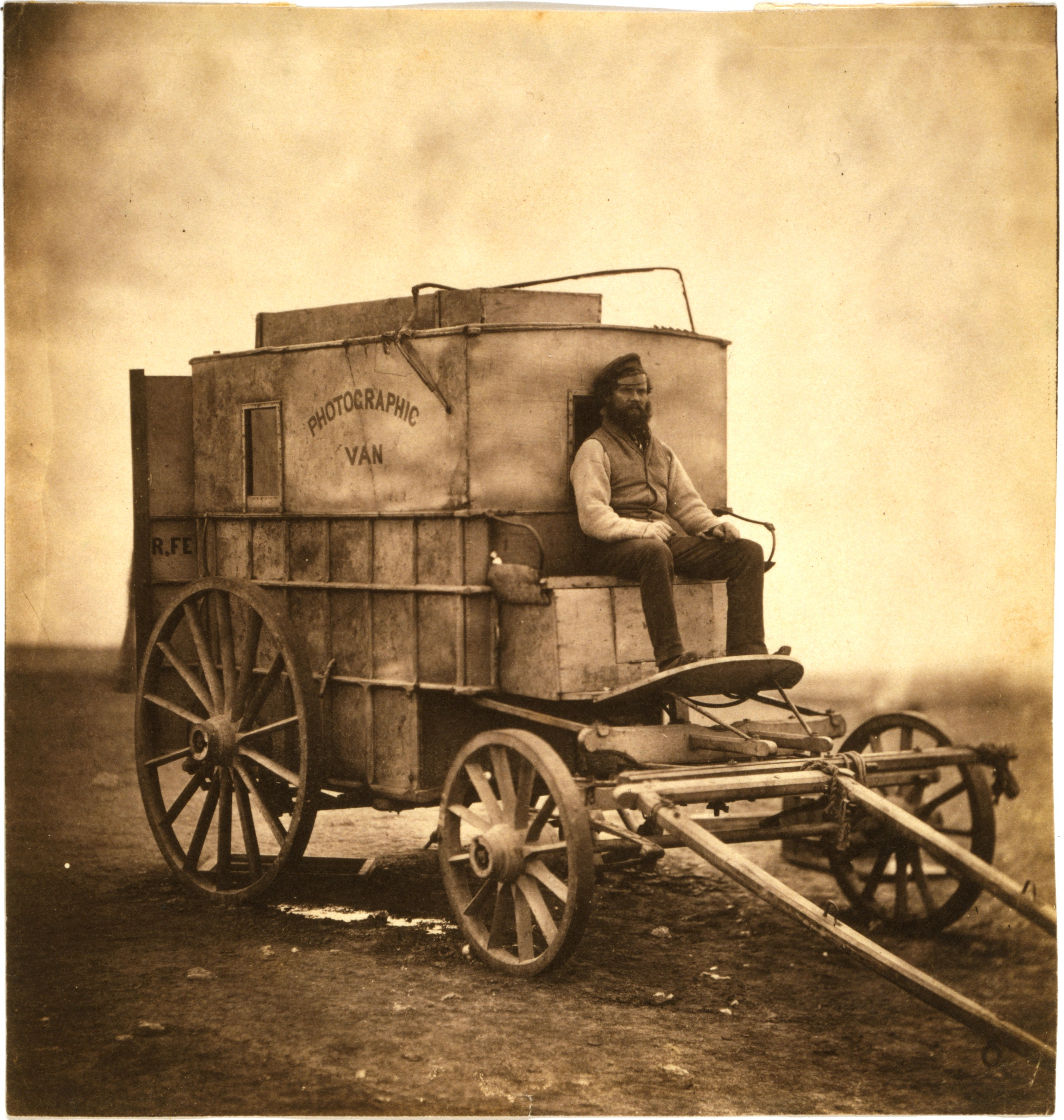
A Fenton felszerelését szállító kocsi
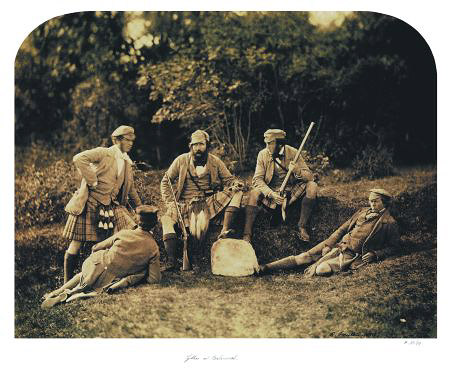
Vadászok Balmoralnál
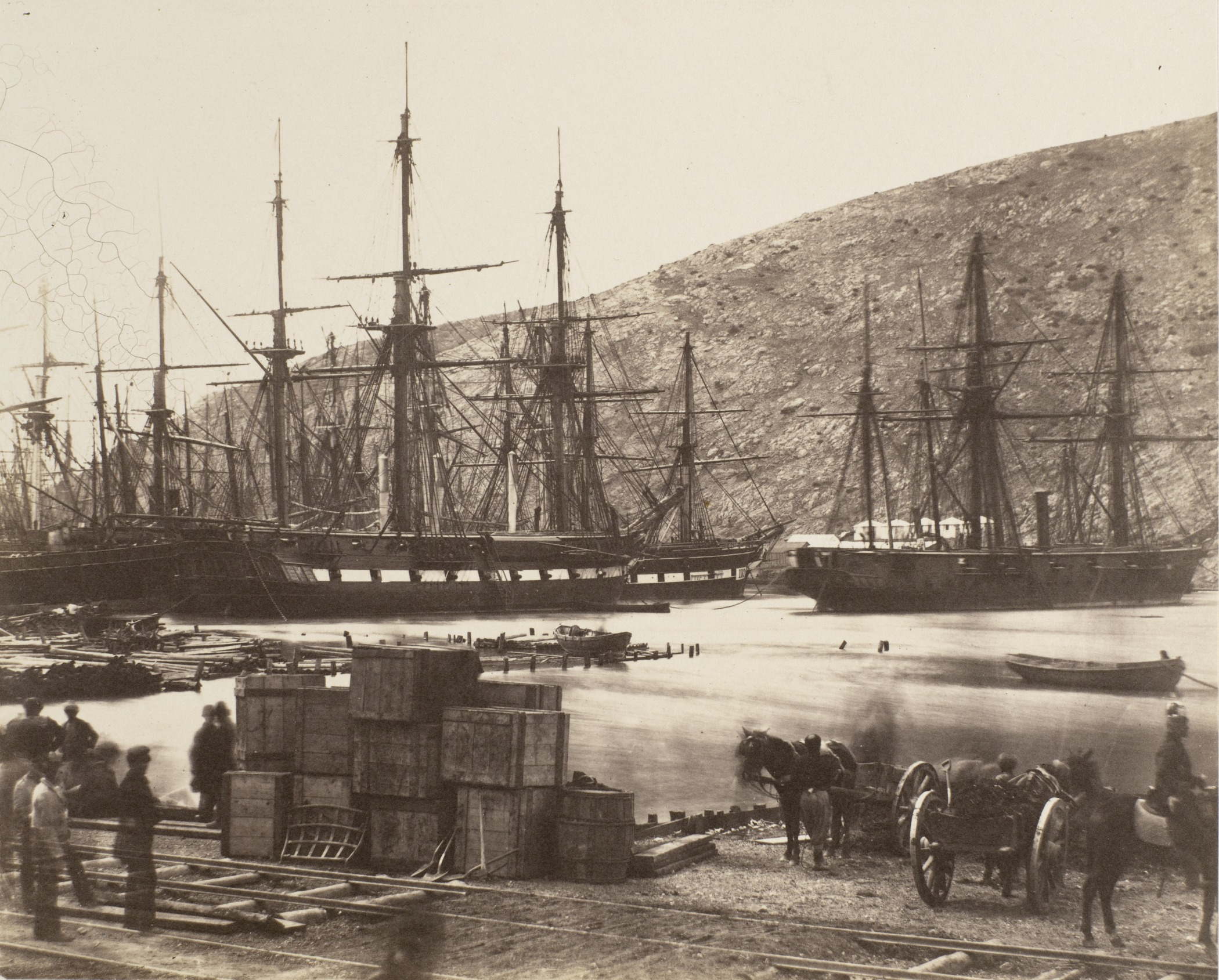
A balaklavai kikötő a krími háború idején
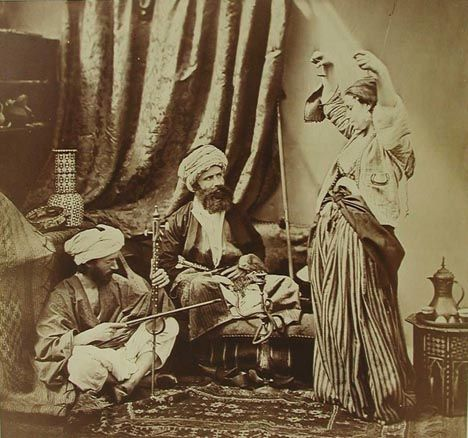
Pasa és bajadér, stúdiófelvétel